# Desarrollo económico
El desarrollo económico se puede definir como la capacidad de los ingresos de los países o regiones para crear riqueza a fin de mantener la prosperidad o bienestar económico y social de sus habitantes. Podría pensarse al desarrollo económico como el resultado de los saltos cualitativos dentro de un sistema económico facilitado por las tasas de crecimiento que se han mantenido altas en el tiempo y que han permitido mantener procesos de acumulación del capital. Evidentemente que los saltos cualitativos no se dan exclusivamente si se dan acumulaciones cuantitativas de una única variable, pues los saltos pueden ser incluso de carácter externo y no solo depender de las condiciones internas de un país.
El campo de estudio del desarrollo económico se denomina economía del desarrollo. La política pública generalmente apunta al crecimiento económico continuo y sostenido y la extensión de la economía nacional, de modo que «los países en vías de desarrollo» se hagan «países desarrollados». El proceso de desarrollo económico supone ajustes legales e institucionales que son hechos para dar incentivos para fomentar innovaciones e inversiones, con el propósito de crear un eficiente sistema de producción y un sistema de distribución para los bienes y los servicios. Para entender por qué ahora solo 1/5 del mundo se considera «desarrollado» (principalmente Japón, Europa Occidental, Estados Unidos, Canadá, Australia, Nueva Zelanda,Corea del Sur y pocos más), se debe tener en cuenta que el mundo, desde el punto de vista de un país desarrollado, es un mundo de pobreza y escasez y, por lo tanto, es fundamental el reconocimiento de que no es que los otros 4/5 del mundo están retrasados, sino que el primer mundo ha tenido el «milagro» del desarrollo industrial-capitalista que se originó en Gran Bretaña hacia el fin del siglo XVIII y el comienzo del siglo XIX, que después se difundió a otros países del primer mundo.
El crecimiento económico implica un incremento de los ingresos de la población como referente de un nivel de consumo y de bienestar. La forma en que se mide el crecimiento es el producto interno bruto (PIB). Sin embargo, como señaló Amartya Sen, "el crecimiento económico es un aspecto del proceso de desarrollo económico". Por este motivo, se han diseñado y aplicado indicadores alternativos como el Índice de Desarrollo Humano y el Índice de Progreso Social.

## Factores del desarrollo económico
La economía clásica desarrolló la clasificación tripartita de los "factores de producción": tierra, capital y trabajo. Posteriormente se agregó un cuarto factor: el empresarial, entendido como el talento y esfuerzo necesario para organizar los otros tres. 
Aunque los factores de producción son fundamentales en el desarrollo económico, muchos teóricos suponen que los gustos, la tecnología y las instituciones sociales (por ejemplo, las diferentes formas de organización social, económica y política, el sistema legal, e incluso la religión) están dados y son fijos. Pero en realidad los cambios tecnológicos e institucionales son la fuente de transformación más dinámica de toda la economía. Constituyen los factores más profundos del desarrollo económico en el largo plazo.
La relación entre población, recursos y tecnología dentro de la economía está condicionada por las instituciones sociales, entre las cuales se cuentan los valores y modos de pensar. Este conjunto de variables a veces se denomina también «contexto sociocultural» de la actividad económica. Normalmente, las instituciones que tienen mayor relevancia en las economías regionales y nacionales son la estructura social, el régimen político, las inclinaciones ideológicas de los grupos o clases dominantes y de las masas, entre otras.
Una función social de las instituciones consiste en proporcionar elementos de continuidad y estabilidad, sin los cuales las sociedades se desintegrarían. No obstante, puede ocurrir que las instituciones sean un obstáculo para el desarrollo económico (como el caso de las vacas sagradas de la India) o inhibiendo la innovación y difusión de la tecnología.  Hay momentos en que se producen innovaciones en las instituciones. Ejemplos históricos de estas innovaciones institucionales son los mercados organizados, la acuñación de moneda, las patentes, las diversas formas de empresas, etc.
Sería muy difícil enumerar todas las instituciones sociales que han tenido influencia en los hechos económicos y estructuras económicas pasadas. Sin embargo, cualquier intento de comprender la naturaleza y las causas del desarrollo económico que no haga referencia a ellas está abocado al fracaso.

## Economía del desarrollo
La economía de desarrollo surgió como una rama de economía debido a la preocupación después de la Segunda Guerra Mundial sobre el bajo nivel de vida en tantos países de América Latina, África, Asia y Europa Oriental. Estos estudios buscaban entender, entre otros puntos, el cómo se podía lograr el desarrollo económico y social lo más rápido posible, por qué el proceso de crecimiento industrial y el desarrollo que se había visto en Europa Occidental, EE. UU. y Japón no se había extendido a otras naciones o regiones, proceso que con anterioridad se creía que sucedería "naturalmente". Estas cuestiones se hicieron urgentes debido al proceso de descolonización en el contexto de la Guerra Fría. Casi desde un comienzo, dos aproximaciones principales se hicieron notar: las corrientes que podrían ser llamadas "revolucionarias" (también llamadas modelos cepaliano y desarrollismo que fueron inspiradas por percepciones marxistas (tales como la teoría de la dependencia y la teoría del sistema mundo) y las corrientes que se podrían llamar de ingeniería económica o de "economía tradicional" (en el sentido de ser la aproximación que se aceptaba en universidades occidentales).
Las primeras aproximaciones de estas últimas a una teoría de la Economía de desarrollo asumieron que las economías de los países menos desarrollados, los LDC, (siglas en inglés por least developed countries), eran tan diferentes de los países desarrollados que la economía básica no podía explicar el comportamiento de las economías de estas últimas. Tales aproximaciones produjeron algunos modelos interesantes y hasta elegantes, pero fallaron en explicar la realidad de ningún crecimiento, el crecimiento lento, o el crecimiento y el retroceso encontrado en la LDC. Lentamente, el foco intelectual se fijó en el estudio de cuáles funciones básicas de la economía se encuentran también en las LDC. Esto clarificó el área de estudio de aproximaciones que a veces bordeaban en el racismo o etnocentrismo permitiendo la creación de modelos más efectivos. La economía tradicional, sin embargo, todavía no podía reconciliar el modelo de crecimiento débil y fracasado.
Mientras tanto, las aproximaciones revolucionarias ofrecían un buen marco explicativo de tal atraso o falla en el desarrollo. Sin embargo, adolecían del problema de no ofrecer un programa eficiente de acción, dado que donde se pusieron en práctica no lograron los niveles de desarrollo esperados. Se puede alegar, sin embargo, que el problema principal para estas aproximaciones fue político: sus propuestas no eran generalmente aceptables para los países desarrollados, en el sentido de estar generalmente asociadas con políticas "anticapitalistas". Consecuentemente, estas aproximaciones fueron destruidas por un proceso político.
Todo lo anterior, más otros factores socioeconómicos, dieron motivo a que, a partir de la década de los setenta del siglo XX, se buscara una nueva aproximación como guía práctica para la acción de los gobiernos en relación con esta problemática. Esta nueva demanda se concretó en el llamado Consenso de Washington; sin embargo, esto no detuvo el interés académico. En estos días, el campo de los estudios del desarrollo económico es todavía un campo en crecimiento, que busca revisar modelos económicos básicos y construir modelos nuevos para explicar el comportamiento de economías en vía de desarrollo. Además se busca un entendimiento más amplio, incluyendo otras disciplinas para explicar este fenómeno económico. 
Además de los aspectos macroeconómicos y microeconómicos tradicionalmente estudiados, los economistas del desarrollo incluyeron el estudio de dos nuevas ramas de la ciencia: la Mesoeconomía y la Metaeconomía. A nivel macroeconómico se han producido importantes avances para la explicación el crecimiento de la producción, gracias a la combinación de los enfoques de oferta y demanda, como en los estudios de Klein y de Guisan (coordinadora), entre otros. Este tipo de estudios tiene en cuenta los efectos de la inversión, el comercio exterior y otros factores, así como las interrelaciones entre diversas variables. Un panorama interesante del desarrollo económico mundial se presenta en Maddison (2001).
Además, se ha demostrado que el capital humano (sobre todo a través de la educación) tiene en general una importante influencia positiva en el crecimiento de la producción por habitante, de acuerdo con las contribuciones de diversos autores que se analizan en el documento de Neira y Guisán (2002), y en otros estudios. En este sentido destaca el trabajo pionero de Denison (1967) y estudios más recientes debidos a Barro y Lee y a otros autores.
Otras asuntos de gran interés para el conocimiento del desarrollo económico son los relativos al papel del capital social (calidad de las instituciones, grado de confianza social y en el gobierno, libertad para el desarrollo de iniciativas empresariales y sociales, entre otros factores). Entre los trabajos pioneros en este sentido destacan los de varios historiadores económicos como el Premio Nobel Douglass North.